# Duloxetin

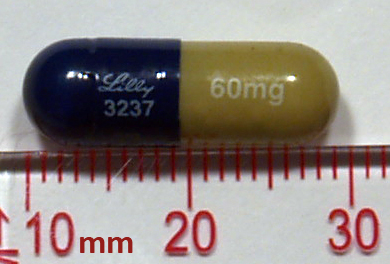
Cymbalta 60mg.

Duloxetin är ett läkemedel tillhörande kategorin SNRI som används för att behandla svårare depressionssjukdomar, ångest eller tillstånd som smärtsam diabetesneuropati. Mot depression upplever de flesta personer effekt inom en medicinskt klassificerat som kort-tids (kortare än 4–6 veckor); inom två veckor efter behandlingens början får de förbättring. Patienter som använder medicinen mot smärtsam diabetesneuropati kan märka förbättring redan under första behandlingsveckan, eftersom Duloxetin hämmar återupptaget av både serotonin och noradrenalin, som tillsammans påverkar depressionen och ens diabetestillstånd. Medicinen används även experimentellt mot extremare PMS och andra relaterade tillstånd.
Det ges i högst 120 milligram, men det varierar från person till person hur stor dos som behövs. Bland annat vid PMS-/PMDD-behandling räcker det ofta med 30 mg.

## Möjliga biverkningar

Strukturformel.

Duloxetin kan orsaka biverkningar (de psykiska biverkningarna gäller främst vid behandling av depression och kan således betraktas som förvärrande av eventuella symptom) Biverkningarna är ofta facila och försvinner vanligtvis spontant efter några veckor när kroppen vant sig vid läkemedlet.
- illamående
- huvudvärk
- sömnsvårigheter
- muntorrhet
- förstoppning
- hypertoni (blodtrycksökning)
- oro
- ångest
- minskad sexlust